# Natação nos Jogos Olímpicos de Verão de 2012 - Revezamento 4x100 m medley feminino
A competição do revezamento 4x100 m medley feminino da natação nos Jogos Olímpicos de Verão de 2012 foi disputada nos dias 3 e 4 de agosto no Centro Aquático de Londres.

## Medalhistas
|  | USA Estados Unidos |  | AUS Austrália                                                                |  | JPN Japão                                        |
|  | Missy Franklin Rebecca Soni Dana Vollmer Allison Schmitt Rachel Bootsma* Breeja Larson* Claire Donahue* Jessica Hardy* |  | Emily Seebohm Leisel Jones Alicia Coutts Melanie Schlanger Brittany Elmslie* |  | Aya Terakawa Satomi Suzuki Yuka Kato Haruka Ueda |

*Participaram apenas das eliminatórias, mas também receberam medalhas.

## Recordes
Antes desta competição, os recordes mundiais e olímpicos da prova eram os seguintes:
| Tipo | Atleta | Tempo   | Local  | Data                 |
| ---- | --- | ------- | ------ | -------------------- |
|      | CHN China Zhao Jing (58.98) Chen Huijia (1:04.12) Jiao Liuyang (56.28) Li Zhesi (52.81)                       | 3:52.19 | Roma   | 1 de agosto de 2009  |
|      | AUS Austrália Emily Seebohm (59.33) Leisel Jones (1:04.58) Jessicah Schipper (56.25) Lisbeth Trickett (52.53) | 3:52.69 | Pequim | 17 de agosto de 2008 |

Os seguintes recordes mundiais ou olímpicos foram estabelecidos durante esta competição:
| Data        | Evento | Atleta | Tempo   | Notas |
| ----------- | ------ | --- | ------- | ----- |
| 4 de agosto | Final  | USA Estados Unidos Missy Franklin (58.50) Rebecca Soni (1:04.82) Dana Vollmer (55.48) Allison Schmitt (53.25) | 3:52.05 | ,     |

## Resultados

### Eliminatórias
| Pos. | Elim. | Raia | CON                | Nadadores | Tempo   | Notas            |
| ---- | ----- | ---- | ------------------ | --- | ------- | ---------------- |
| 1    | 2     | 5    | AUS Austrália      | Emily Seebohm (58.57) Leisel Jones (1:05.96) Alicia Coutts (57.45) Brittany Elmslie (53.44)                                  | 3:55.42 | Q                |
| 2    | 2     | 3    | JPN Japão          | Aya Terakawa (59.19) Satomi Suzuki (1:07.15) Yuka Kato (57.73) Haruka Ueda (53.80)                                           | 3:57.87 | Q                |
| 3    | 2     | 2    | DEN Dinamarca      | Mie Nielsen (1:00.27) Rikke Møller Pedersen (1:07.15) Jeanette Ottesen (56.74) Pernille Blume (54.19)                        | 3:58.35 | Q,               |
| 4    | 2     | 4    | USA Estados Unidos | Rachel Bootsma (59.70) Breeja Larson (1:06.66) Claire Donahue (58.05) Jessica Hardy (54.47)                                  | 3:58.88 | Q                |
| 5    | 1     | 7    | NED Países Baixos  | Sharon van Rouwendaal (1:00.98) Moniek Nijhuis (1:06.98) Inge Dekker (57.43) Femke Heemskerk (53.80)                         | 3:59.19 | Q                |
| 6    | 2     | 6    | GBR Grã-Bretanha   | Gemma Spofforth (1:00.02) Siobhan-Marie O'Connor (1:08.10) Jemma Lowe (57.56) Amy Smith (53.69)                              | 3:59.37 | Q                |
| 7    | 1     | 4    | CHN China          | Gao Chang (1:00.41) Sun Ye (1:08.01) Jiao Liuyang (57.56) Tang Yi (53.40)                                                    | 3:59.38 | Q                |
| 8    | 1     | 5    | RUS Rússia         | Maria Gromova (1:01.53) Yuliya Efimova (1:05.84) Irina Bespalova (58.33) Veronika Popova (53.87)                             | 3:59.57 | Q                |
| 9    | 1     | 3    | GER Alemanha       | Jenny Mensing (1:01.02) Sarah Poewe (1:07.19) Alexandra Wenk (58.85) Britta Steffen (52.89)                                  | 3:59.95 |                  |
| 10   | 2     | 7    | SWE Suécia         | Sarah Sjöström (1:01.38) Jennie Johansson (1:06.94) Martina Granström (58.46) Michelle Coleman (53.98)                       | 4:00.76 |                  |
| 11   | 1     | 2    | ITA Itália         | Arianna Barbieri (1:00.80) Michela Guzzetti (1:08.62) Ilaria Bianchi (57.59) Federica Pellegrini (55.19)                     | 4:02.20 |                  |
| 12   | 1     | 6    | CAN Canadá         | Julia Wilkinson (1:00.49) Tera van Beilen (1:08.12) Katerine Savard (59.00) Samantha Cheverton (55.10)                       | 4:02.71 |                  |
| 13   | 2     | 1    | ESP Espanha        | Duane Da Rocha (1:00.43) Marina García Urzainqui (1:08.35) Judit Ignacio Sorribes (59.07) Melani Costa (55.20)               | 4:03.05 | Recorde nacional |
| 14   | 1     | 1    | FRA França         | Laure Manaudou (1:01.09) Fanny Babou (1:09.14) Justine Bruno (1:00.17) Charlotte Bonnet (55.13)                              | 4:05.53 |                  |
| 15   | 2     | 8    | ISL Islândia       | Eygló Ósk Gústafsdóttir (1:01.74) Hrafnhildur Lúthersdóttir (1:09.19) Sarah Blake Bateman (1:00.04) Eva Hannesdóttir (56.12) | 4:07.09 |                  |
| 016  | 1     | 8    | HUN Hungria        | Evelyn Verrasztó (1:03.39) Anna Sztankovics (1:17.43) Zsuzsanna Jakabos Eszter Dara                                          | DSQ     |                  |

### Final
| Pos.              | Raia | CON                | Nadadores                                                                                                | Tempo   | Notas            |
| ----------------- | ---- | ------------------ | --- | ------- | ---------------- |
| Medalha de ouro   | 6    | USA Estados Unidos | Missy Franklin (58.50) Rebecca Soni (1:04.82) Dana Vollmer (55.48) Allison Schmitt (53.25)               | 3:52.05 | Recorde mundial  |
| Medalha de prata  | 4    | AUS Austrália      | Emily Seebohm (59.01) Leisel Jones (1:06.06) Alicia Coutts (56.41) Melanie Schlanger (52.54)             | 3:54.02 |                  |
| Medalha de bronze | 5    | JPN Japão          | Aya Terakawa (58.99) Satomi Suzuki (1:05.96) Yuka Kato (57.36) Haruka Ueda (53.42)                       | 3:55.73 | Recorde nacional |
| 4                 | 8    | RUS Rússia         | Anastasia Zuyeva (59.13) Yuliya Efimova (1:04.98) Irina Bespalova (58.59) Veronika Popova (53.33)        | 3:56.03 | Recorde nacional |
| 5                 | 1    | CHN China          | Zhao Jing (59.86) Ji Liping (1:06.94) Lu Ying (56.80) Tang Yi (52.81)                                    | 3:56.41 |                  |
| 6                 | 2    | NED Países Baixos  | Sharon van Rouwendaal (1:00.72) Moniek Nijhuis (1:06.74) Inge Dekker (56.91) Ranomi Kromowidjojo (52.91) | 3:57.28 | Recorde nacional |
| 7                 | 3    | DEN Dinamarca      | Mie Nielsen (59.76) Rikke Møller Pedersen (1:06.77) Jeanette Ottesen (56.83) Pernille Blume (54.40)      | 3:57.76 | Recorde nacional |
| 8                 | 7    | GBR Grã-Bretanha   | Gemma Spofforth (59.46) Siobhan-Marie O'Connor (1:08.45) Ellen Gandy (57.47) Francesca Halsall (54.08)   | 3:59.46 |                  |

Legenda
| Recorde mundial      | Recorde mundial (World record)               |                       | Recorde africano                      | Recorde africano (African) |                                           | Q | Classificado por posição (Qualified) |
| Recorde olímpico     | Recorde olímpico (Olympic record)            | Recorde da América    | Recorde da América (Americas)         | q                          | Classificado por melhor tempo (Qualified) |   |                                      |
| Melhor marca do ano  | Melhor marca do ano (World leading)          | Recorde asiático      | Recorde asiático (Asian)              | DNS                        | Não largou (Did not start)                |   |                                      |
| Recorde nacional     | Recorde nacional (National record)           | Recorde europeu       | Recorde europeu (European)            | DNF                        | Não terminou (Did not finish)             |   |                                      |
| Recorde pessoal      | Recorde pessoal do atleta (Personal best)    | Recorde da Oceania    | Recorde da Oceania (Oceania)          | DSQ / DQ                   | Desclassificado (Disqualified)            |   |                                      |
| Recorde da temporada | Recorde da temporada do atleta (Season best) | Recorde sul-americano | Recorde sul-americano (South America) | NM                         | Sem marca (No mark)                       |   |                                      |